# Eduard Basta
Eduard Basta, eigentlich Eduard Pollak (1. Juli 1845 in Smichow, heute zu Prag – 4. Juni 1879 in Hamburg) war ein deutscher Opernsänger (Tenor).

## Leben
Basta kam aus einer Prager jüdischen Familie und war zuerst Synagogensänger, ging später jedoch zur Bühne. Von 1871 bis 1873 war er in Hamburg engagiert, wo er vor allem in Operetten auftrat. Von 1873 bis 1874 war er am Stadttheater Kiel, von 1874 bis 1875 erneut in Hamburg (Opernhaus). 1875 war er in Berlin an der Kroll-Sommeroper, danach bis 1876 am Opernhaus Köln. 1876 ging er zum dritten Mal nach Hamburg, erneut ans Stadttheater als Tenorbuffo. Er starb 1879 mit nur 33 Jahren.
Verheiratet war er mit Marie Basta, seine Schwester war Julie Basta, beides Opernsängerinnen.